# God Hates Us All
God Hates Us All (Dios nos odia a todos) es el octavo álbum de estudio de la banda estadounidense de thrash metal Slayer, que salió a la venta el 11 de septiembre de 2001. Aunque recibió críticas diversas, entró en el Billboard 200 en el puesto número 28. Grabado en tres meses en  The Warehouse Studio de Canadá, God Hates Us All incluye «Disciple», canción nominada a un premio Grammy en 2002. Este álbum significó el último con Paul Bostaph como batería de la banda hasta Repentless en 2015.
El guitarrista Kerry King fue quien escribió alrededor del 80 % de las letras del álbum, adoptando un estilo diferente al de álbumes previos incluyendo temas como la religión, el asesinato, la venganza y el autocontrol. A la vez que restringía las letras a temas con los que cualquiera podía identificarse, King quería explorar en materias de mayor profundidad y realismo. Además, la banda experimentó musicalmente, utilizando guitarras de siete cuerdas en dos de las canciones y una afinación en si en otras dos.
La edición del álbum tuvo que retrasarse más de lo debido a causa de problemas con la portada del disco (por lo que se tuvieron que elaborar fundas para cubrirlo al ponerlo a la venta), también por dificultades de última hora con las mezclas y por el cambio de la distribuidora del sello discográfico de la banda.

## Grabación
Slayer comenzó a escribir las letras para su nuevo álbum después de una extensa época de giras, que terminó antes de su aparición en el Ozzfest de 1999. Aun así, cada tres o cuatro meses la banda se vio distraída por sus compromisos con el Ozzfest, y su gira mundial "Tattoo the Earth" con Slipknot. El guitarrista Jeff Hanneman después admitió: "Ese fue nuestro último descanso. Después reunimos toda nuestra mierda". El productor de la banda, Rick Rubin, estaba demasiado ocupado para trabajar con Slayer y se sentía "quemado", incapaz de crear música intensa. Araya y King pensaban de forma similar respecto a Rubin, y King remarcó que "quería trabajar con alguien metido en la escena heavy, y Rubin ya no lo está. Quería a alguien que supiera qué es lo que se lleva, lo que se vende, las nuevas técnicas, y me mantuviera pegado al suelo". Rubin recomendó dos productores, aunque el primero de ellos no iba a funcionar en cuanto a personalidad, según  Hanneman. La banda le dio al segundo candidato, Matt Hyde, una oportunidad con la producción de la canción "Bloodline", que aparece en la película Dracula 2000. Quedaron contentos con el resultado del trabajo de Hyde y le contrataron para producir el álbum completo.
La primera idea fue comenzar las sesiones de grabación de God Hates Us All en un estudio de Hollywood; pero la banda decidió ir a Vancouver, Canadá debido al precio de las horas de estudio. Hyde recomendó un estudio a la banda, The Warehouse Studio (cuyo dueño es Bryan Adams), ya que había trabajado ya allí. El estudio fue alterado para "hacerles sentir como en casa"; en detrimento del modo como estaba montado para "el cantante canadiense pop de peso ligero", en palabras de King. Estos cambios consistieron en dibujar una silueta de un cuerpo con tiza en el suelo y añadir quemadores de incienso, velas, luces tenues, calaveras y pornografía en las paredes. También se colgaron dos pancartas con dos dedos centrales, y en la primera puerta del estudio pusieron una calavera de los Misfits con "cómete una bolsita" escrito. El vocalista Tom Araya dijo que "esa era básicamente la actitud de Slayer en el estudio. Teníamos una cabeza de demonio roja encima de un altavoz. Una calavera en otra de ellas. Ese tipo de mierda fue lo que pusimos. Cosas espeluznantes para hacerte sentir como en casa".
Hyde usó la estación de trabajo de audio digital Pro Tools durante el proceso de ingeniería, producción, y mezcla de audio del álbum. Los miembros de Slayer querían mantener al mínimo los efectos digitales, para sólo incluir un poco de delay y distorsión. Al igual que en sus grabaciones previas, la batería fue lo primero en grabarse. El batería Paul Bostaph sigue una simple regla que en su momento sugirió Rubin cuando grababan con él: "La toma perfecta es aquella en que parece que todo se va a desmoronar pero no ocurre". En las pistas "Warzone" y "Here Comes The Pain", Slayer usó guitarras de siete cuerdas por primera vez. Mientras King estaba en la sede de  B.C. Rich (fabricantes de su guitarra adaptada, el KKV), decidió tomar prestada una guitarra de siete cuerdas. Después de componer una canción, King pidió una pensando que "no tiene sentido tener que afinar una nada más que para una canción", así que escribió otra, a lo que comentó "no tienes que ser muy bueno para escribir un riff de siete cuerdas". Cuatro de las canciones están bajo una afinación en si y el resto en do sostenido.

## Letras
En God Hates Us All se exploran temas como la religión, el asesinato, la venganza y el autocontrol. King escribió la mayoría de las letras, que basó en temas "de la calle" con los que cualquiera se puede relacionar, mejor que "Satán esto", "Satán lo otro", y "la habitual mierda de dragones y mazmorras" de los álbumes anteriores de la banda. King le dijo a Guitar World:

Definitivamente quería ponerle más realismo, más profundidad. God Hates Us All no es tanto un rollo anti-cristiano cuanto una idea con la que la gente se puede relacionar de manera cotidiana. Un día estás viviendo tu vida, y después te atropella un coche o se muere tu perro, así que te sientes pensando: "Dios hoy me odia de veras".

En el documental Metal: A Headbanger's Journey, Araya comentó "Dios no odia... [pero] es un jodido buen título".
La canción "Threshold" trata sobre alcanzar tu límite en una situación cuando estás a punto de reventar, a punto de explotar cuando "se meten bajo tu piel", y "Cast Down" trata sobre un ángel caído que se mete en drogas. "God Send Death" se basa en una criatura que en el pasado mataba, mientras que "Deviance" trata sobre matar gente por placer; ambas canciones las escribió Hanneman. Después de haber leído varios libros sobre asesinos en serie, Hanneman pensó sobre sus letras llegando a la conclusión de que sólo podría matar si alguien realmente "le jodiera", incapaz de matar a alguien que no conoce solo por el poder. Después dijo que estaba intentando entrar en la mente de la persona; "¿porqué eso les pone? Sin estar enfadados, sólo matando porque les pone. Sólo quería entrar en esa perspectiva".
Mientras los otros miembros iban a los bares de la zona, Araya pasaba sus horas libres leyendo libros sobre asesinos en serie, incluyendo Happy Like Murderers: The Story of Fred and Rosemary West de Gordon Burn. Araya estaba buscando inspiración, buscando sonar convincente mientras cantaba los temas, evitando que sonara como una pose. Araya cantó las letras de forma más "salida de madre" que en álbumes anteriores, ya que el estilo de escribir las letras de King es más "bronca". Para el crítico de Kerrang! Jason Arnopp, las letras están "están tan llenas de tacos y lenguaje abusivo que suena como si D12 y la familia Soprano se hubieran juntado para hacer una maratón de tacos".

## Portada y posibles títulos
Originalmente estaba pensado que God Hates Us All se llamase Soundtrack to the Apocalypse. Pero Araya sugirió que ese título sería mejor para una caja recopilatoria, que efectivamente se lanzó en 2003. La frase God Hates Us All («Dios nos odia a todos») viene de la canción «Disciple», en la que la frase se repite en el coro. Las letras hacen referencia a la permisividad de Dios hacia actos como el suicidio y el terrorismo, mientras aparentemente "no hace nada para evitarlo". Un miembro de la banda de heavy metal Pantera sugirió usar "God Hates Us All" como diseño de una camiseta después de que King les tocara la canción. King aceptó, aunque pensó que tendría más impacto como el título del álbum.
La portada original del álbum muestra una Biblia llena de clavos, de sangre y con "Slayer" quemado en la portada, mientras que el libreto contiene versículos de la Biblia tachados con rotulador negro. La idea fue de la compañía discográfica de la banda, aunque King deseaba haber tenido más tiempo para hacer una portada más elaborada. King pensó que la idea "representaba a una discográfica que no tenía ni puta idea de qué hacer", y dijo que el resultado "parecía como si un escolar hubiera desfigurado la Biblia, algo de dibujos animados". El concepto de portada de King era que pareciera que un sociópata había desfigurado la Biblia. "Mi idea era poner clavos [clavados en la portada de la Biblia] en forma de pentagrama, pero sin dibujar el pentagrama. Y en el libro en sí, hacer que los agujeros hechos por los clavos apuntaran a palabras claves. Como si fuera tan sociópata que supiera dónde estaba cada palabra en el libro y cada clavo apuntara a cada una de ellas". Se creó una funda que tapaba la portada del álbum para su venta en tiendas.
También existen versiones del álbum que contienen una hoja con otra portada distinta que tapa a la anterior. Esta portada tiene un diseño simple que incluye un fondo blanco y cuatro cruces de color marrón, que forman una cruz grande.

## Recepción
God Hates Us All estaba previsto que se lanzase el 10 de julio; pero, por problemas de las mezclas, la portada, y la misma discográfica —American Recordings— cambiando de distribuidor, el lanzamiento se retrasó hasta el 11 de septiembre de 2001. El lanzamiento ocasionó una involuntaria conexión con los atentados del 11 de septiembre de 2001, siendo la segunda vez que Slayer causaba controversia con uno de sus lanzamientos —el videoclip de "Seasons in the Abyss" fue filmado en Egipto y lanzado justo antes de la guerra del Golfo—. En la semana del lanzamiento, God Hates Us All debutó en el número 28 de la lista Billboard 200, y vendió 51.000 copias. Entró en el número 9 de la lista de álbumes de Canadá, y debutó en el número 18 en la lista de álbumes de internet. Hasta la fecha el álbum ha vendido 304.000 copias en Estados Unidos.
God Hates us All recibió reseñas diversas de los críticos. Jason Arnopp de Kerrang! describió el álbum como "fácilmente la colección más convincente de Slayer desde Seasons in the Abyss", concediéndole cinco estrellas de un máximo de cinco. Rob Kemp de Rolling Stone escribió que "es el álbum más brutal de Slayer desde el inmortal Reign in Blood de 1986", describiendo la música como "galopantes salvas de doble bajo y batería" que "en un instante cambian a apalizantes dobles tiempos, a silenciosos power chords y solos de jolgorio con la precisión de la Fórmula 1". Kemp otorgó tres estrellas y media de las cinco posibles. El editor de Allmusic Jason Birchmeier comentó que "en casi veinte años de evolución, Slayer han abandonado las extravagancias y accesibilidad de sus trabajos de finales de los años 1980 y principios de los años 1990 y han vuelto a perfeccionar la crudeza de sus primeros años. Un álbum casi impecable", y que la ejecución de Araya posiblemente lo hace  "el álbum más agotador de Slayer".
Sin embargo, no todos los críticos se impresionaron con el álbum. El crítico de Blabbermouth.net, Borivoj Krgin desdeñosamente etiquetó el álbum como "otro fallido intento de la banda de tomar iniciativas y reinventarse a sí mismos". Krgin describió a King como "el más débil y menos inventivo de los dos compositores" (King y Hanneman), sintiendo que el álbum seguía "una familiar dirección que casi siempre suena cansada y forzada" como resultado de que King fuese el compositor principal del álbum. Krgin también critica a Araya, llamando al vocalista "un caparazón hueco en sí mismo, alardeando con un estilo de cantar monótono, falto de creatividad y a veces inaudible". Krgin otorgó al álbum seis estrellas de diez, terminando su reseña diciendo "las ventas de Slayer están disminuyendo rápidamente (Diabolus In Musica ha vendido menos de 300.000 copias en Estados Unidos comparado con los habituales 600.000–700.000), lo que es una señal de que la banda necesita un serio cambio de dirección".
La canción «Disciple» recibió una nominación al premio Grammy por mejor interpretación de metal en la edición número 44, siendo la primera nominación conseguida por la banda. Los miembros de la banda no mostraron interés ni por la nominación ni por la ceremonia, y aunque no esperaban ganar, pensaron que "molaba" estar nominados. La ceremonia tuvo lugar el 27 de febrero de 2002 y Tool les arrebataron el premio con su canción  "Schism".

## La marcha de Bostaph
Antes de las navidades de 2001, Bostaph sufrió una herida en el codo que le dificultaba tocar la batería, por lo que decidió abandonar la banda. Su antepenúltimo concierto con Slayer se grabó para el álbum War at the Warfield. Hasta la fecha, Bostaph no ha visto el concierto; ha comparado la experiencia con "cuando rompes con una novia" y quieres seguir adelante con tu vida. Bostaph no lamenta el tiempo pasado con la banda, y describe el período como el punto álgido de su carrera. Sin batería, la banda no podía terminar su gira de God Hates Us All. King contactó con el batería original de la banda Dave Lombardo casi diez años después de su marcha, y le pidió tocar hasta el fin de la gira. Lombardo aceptó la oferta y tocó en los veintiún conciertos restantes de la gira, pero sin ser miembro oficial de la banda.
Después de la gira, la banda siguió buscando un baterista, montando audiciones vía maquetas en casete y correo postal. Los seguidores interesados mandaron sus grabaciones de vídeo interpretando las canciones "Disciple", "God Send Death", "Stain of Mind", "Angel of Death", "Postmortem/Raining Blood", "South of Heaven", "War Ensemble", y "Seasons in the Abyss"; junto a sus currículos. La banda escuchó cientos de demos haciendo dos montones, uno de "buenos" y otro de "malos", siendo mucho más amplio el de los malos. Aquellos que gustaron a la banda fueron invitados a audicionar en Dallas, San Francisco o Peoria, Illinois; aunque muchos solicitantes no pudieron asistir por el coste del viaje. La banda escuchó a dos o tres baterías al día, quedándose como mejor opción con un batería que había sido recomendado por Lombardo. Aun así, finalmente la banda volvió a Lombardo después de decidir que ninguno de los audicionados valía; Lombardo volvió con Slayer y tocó en festivales para promocionar God Hates Us All, para después grabar la batería del álbum de 2006 Christ Illusion.

## Lista de canciones
| Edición CD 2001 |                       |                     |                |              |          |  |
| N.º             | Título                | Letras              | Música         | Escritor(es) | Duración |  |
| 1.              | «Darkness of Christ»  | Kerry King          | Jeff Hanneman  |              | 1:30     |  |
| 2.              | «Disciple»            | King                | Hanneman       |              | 3:35     |  |
| 3.              | «God Send Death»      | Hanneman, Tom Araya | Hanneman       |              | 3:47     |  |
| 4.              | «New Faith»           |                     |                | King         | 3:05     |  |
| 5.              | «Cast Down»           |                     |                | King         | 3:26     |  |
| 6.              | «Threshold»           | King                | Hanneman       |              | 2:29     |  |
| 7.              | «Exile»               |                     |                | King         | 3:55     |  |
| 8.              | «Seven Faces»         |                     |                | King         | 3:41     |  |
| 9.              | «Bloodline»           | Hanneman, Araya     | Hanneman, King |              | 3:20     |  |
| 10.             | «Deviance»            | Hanneman, Araya     | Hanneman       |              | 3:08     |  |
| 11.             | «Warzone»             |                     |                | King         | 2:45     |  |
| 12.             | «Here Comes the Pain» |                     |                | King         | 3:29     |  |
| 13.             | «Payback»             |                     |                | King         | 3:05     |  |
| 42:21           |                       |                     |                |              |          |  |

| Edición coleccionista 2002 |                       |                 |                |              |          |  |
| N.º                        | Título                | Letras          | Música         | Escritor(es) | Duración |  |
| 1.                         | «Darkness of Christ»  | King            | Hanneman       |              | 1:30     |  |
| 2.                         | «Disciple»            | King            | Hanneman       |              | 3:35     |  |
| 3.                         | «God Send Death»      | Hanneman, Araya | Hanneman       |              | 3:47     |  |
| 4.                         | «New Faith»           |                 |                | King         | 3:05     |  |
| 5.                         | «Cast Down»           |                 |                | King         | 3:26     |  |
| 6.                         | «Threshold»           | King            | Hanneman       |              | 2:29     |  |
| 7.                         | «Exile»               |                 |                | King         | 3:55     |  |
| 8.                         | «Seven Faces»         |                 |                | King         | 3:41     |  |
| 9.                         | «Bloodline»           | Hanneman, Araya | Hanneman, King |              | 3:20     |  |
| 10.                        | «Deviance»            | Hanneman, Araya | Hanneman       |              | 3:08     |  |
| 11.                        | «War Zone»            |                 |                | King         | 2:45     |  |
| 12.                        | «Scarstruck»          |                 |                | King         | 3:29     |  |
| 13.                        | «Here Comes the Pain» |                 |                | King         | 4:32     |  |
| 14.                        | «Payback»             |                 |                | King         | 3:05     |  |
| 15.                        | «Addict»              | King            | Hanneman       |              | 3:41     |  |
| 49:20                      |                       |                 |                |              |          |  |

| Edición DVD de colección 2002 |                                                                                         |          |  |
| N.º                           | Título                                                                                  | Duración |  |
| 1.                            | «Scarstruck»                                                                            |          |  |
| 2.                            | «Addict»                                                                                |          |  |
| 3.                            | «Darkness of Christ» (DVD Intro video)                                                  |          |  |
| 4.                            | «Bloodline» (video)                                                                     |          |  |
| 5.                            | «Raining Blood» (video en directo, 7 de diciembre de 2001 en San Francisco, California) |          |  |
| 6.                            | «Interview/B-Roll Footage»                                                              |          |  |

## Personal
| Slayer - Tom Araya - voz, bajo - Jeff Hanneman - guitarra - Kerry King - guitarra - Paul Bostaph - batería | Producción - Matt Hyde - producción, ingeniero de sonido, mezclas - Dean Maher - ingeniero de sonido - Louis Marino - dirección artística, diseño, fotografía - Rick Patrick - director creativo - Rick Rubin - producción ejecutiva - Rick Sales - mánager - Eddy Schreyer - masterización - Paul Forgues - ingeniero asistente - Sean Beavan - mezclas |